# Eupanacra elegantulus
Eupanacra elegantulus là một loài bướm đêm thuộc họ Sphingidae. Nó được tìm thấy ở Đông Nam Á, bao gồm Singapore, Thái Lan, Malaysia, Indonesia Philippines.
Nó giống với Eupanacra mydon, ngoại trừ các yếu tố màu sắc và ở phía trên cánh trước rõ hơn.
Ấu trùng ăn Dieffenbachia, Syngonium và Monstera deliciosa. Quá trình nhộng hoá diễn ra trong cái kén tơ.